# Episodi di Robin Hood (serie televisiva 1955) (terza stagione)
La terza stagione della serie televisiva Robin Hood è andata in onda negli Regno Unito dal 30 settembre 1957 al 30 giugno 1958 sulla Independent Television.
| nº | Titolo originale                  | Prima TV UK       | Titolo italiano | Prima TV Italia |
| -- | --------------------------------- | ----------------- | --------------- | --------------- |
| 1  | The Salt King                     | 30 settembre 1957 |                 |                 |
| 2  | A Tuck in Time                    | 7 ottobre 1957    |                 |                 |
| 3  | Pepper                            | 14 ottobre 1957   |                 |                 |
| 4  | The Charter                       | 21 ottobre 1957   |                 |                 |
| 5  | A Change of Heart                 | 28 ottobre 1957   |                 |                 |
| 6  | Brother Battle                    | 4 novembre 1957   |                 |                 |
| 7  | My Brother's Keeper               | 11 novembre 1957  |                 |                 |
| 8  | An Apple for the Archer           | 18 novembre 1957  |                 |                 |
| 9  | The Angry Village                 | 25 novembre 1957  |                 |                 |
| 10 | The Mark                          | 2 dicembre 1957   |                 |                 |
| 11 | The Bride of Robin Hood           | 9 dicembre 1957   |                 |                 |
| 12 | To Be a Student                   | 16 dicembre 1957  |                 |                 |
| 13 | The Christmas Goose               | 23 dicembre 1957  |                 |                 |
| 14 | The Challenge of the Black Knight | 30 dicembre 1957  |                 |                 |
| 15 | The Rivals                        | 6 gennaio 1958    |                 |                 |
| 16 | The Profiteer                     | 13 gennaio 1958   |                 |                 |
| 17 | Knight Errant                     | 20 gennaio 1958   |                 |                 |
| 18 | The Healing Hand                  | 27 gennaio 1958   |                 |                 |
| 19 | One Man's Meat                    | 3 febbraio 1958   |                 |                 |
| 20 | Too Many Robins                   | 10 febbraio 1958  |                 |                 |
| 21 | The Crusaders                     | 17 febbraio 1958  |                 |                 |
| 22 | Castle in the Air                 | 24 febbraio 1958  |                 |                 |
| 23 | The Double                        | 3 marzo 1958      |                 |                 |
| 24 | Roman Gold                        | 10 marzo 1958     |                 |                 |
| 25 | The Ghost That Failed             | 17 marzo 1958     |                 |                 |
| 26 | At the Sign of the Blue Boar      | 24 marzo 1958     |                 |                 |
| 27 | Quickness of the Hand             | 31 marzo 1958     |                 |                 |
| 28 | The Elixir of Youth               | 7 aprile 1958     |                 |                 |
| 29 | The Genius                        | 14 aprile 1958    |                 |                 |
| 30 | The Youthful Menace               | 21 aprile 1958    |                 |                 |
| 31 | The Minstrel                      | 28 aprile 1958    |                 |                 |
| 32 | The Doctor                        | 5 maggio 1958     |                 |                 |
| 33 | The Lottery                       | 12 maggio 1958    |                 |                 |
| 34 | The Fire                          | 19 maggio 1958    |                 |                 |
| 35 | Lincoln Green                     | 26 maggio 1958    |                 |                 |
| 36 | Woman's War                       | 2 giugno 1958     |                 |                 |
| 37 | Little Mother                     | 9 giugno 1958     |                 |                 |
| 38 | Marian's Prize                    | 16 giugno 1958    |                 |                 |
| 39 | Farewell to Tuck                  | 30 giugno 1958    |                 |                 |

## The Salt King
- Prima televisiva: 30 settembre 1957
- Diretto da: Don Chaffey
- Scritto da: Carey Wilber

### Trama
- Guest star: Paul Eddington (Wilfred), Max Faulkner (1st lord), Tony Thawnton (capitano)

## A Tuck in Time
- Prima televisiva: 7 ottobre 1957
- Diretto da: Terry Bishop
- Scritto da: James Carhartt, Nicholas Winter

### Trama
- Guest star: Paul Eddington (Sir Reginald FitzUrse), Wilfred Downing (Jemmy)

## Pepper
- Prima televisiva: 14 ottobre 1957
- Diretto da: Robert Day
- Scritto da: Michael Connor

### Trama
- Guest star: Lesley Parry (Iris), Norma Parnell (Chloe), Peter Welch (ambasciatore), Paul Hansard (Troubador), Monica Stevenson (principessa Irene)

## The Charter
- Prima televisiva: 21 ottobre 1957
- Diretto da: Terry Bishop
- Scritto da: John Dyson

### Trama
- Guest star: Ann Hughes (ragazza), Michael Ellison (Boy), Philip Ray (Hulm), Sean Lynch (Squire), Max Faulkner (guardia), Paul Eddington (Sir Eustace)

## A Change of Heart
- Prima televisiva: 28 ottobre 1957
- Diretto da: Terry Bishop
- Scritto da: Basil Dawson

### Trama
- Guest star: Paul Eddington (Colin), Michael Ripper (Brack), Sally Travers (Meg)

## Brother Battle
- Prima televisiva: 4 novembre 1957
- Diretto da: Robert Day
- Scritto da: Leslie Poynton

### Trama
- Guest star: Claude Kingston (Mark), Fred Goddard (guardia), Terry Yorke (Man-at-arms), Paul Eddington (Howard)

## My Brother's Keeper
- Prima televisiva: 11 novembre 1957
- Diretto da: Don Chaffey
- Scritto da: Neil R. Collins

### Trama
- Guest star: Carl Bernard (Lord Duquesne), Paul Eddington (Satan), Keith Anderson (Adam), Virginia Maskell (Eve)

## An Apple for the Archer
- Prima televisiva: 18 novembre 1957
- Diretto da: Terry Bishop
- Scritto da: James Aldridge

### Trama
- Guest star: John Gatrell (zio Robert), Robert Bernal (Count Percy), Paul Eddington (Pierre of Bordeaux), Kenneth Cope (Timothy Cox), Charles Lamb (Ben Bradley)

## The Angry Village
- Prima televisiva: 25 novembre 1957
- Diretto da: Terry Bishop
- Scritto da: Shirl Hendryx

### Trama
- Guest star: Susan Westerby (donna), Clive Parritt (Davey), Rowland Bartop (Hogarth), Leonard Sharp (Older man), Geoffrey Bayldon (Cal), Paul Eddington (capitano)

## The Mark
- Prima televisiva: 2 dicembre 1957
- Diretto da: Robert Day
- Scritto da: Robert Newman

### Trama
- Guest star: Kenneth Cope (Diccon), Llewellyn Rees (Bishop), Philip Ray (Walter)

## The Bride of Robin Hood
- Prima televisiva: 9 dicembre 1957
- Diretto da: Anthony Squire
- Scritto da: Oliver Skene

### Trama
- Guest star: Ronald Allen (Walter), John Baker (Quentin), Peter Halliday (Alfred)

## To Be a Student
- Prima televisiva: 16 dicembre 1957
- Diretto da: Robert Day
- Scritto da: Sidney Wells

### Trama
- Guest star: Paul Eddington (Rolfe), Hugh Moxey (Bement), Maureen Davis (Agnes), Alan Howe (Sir William)

## The Christmas Goose
- Prima televisiva: 23 dicembre 1957
- Diretto da: Don Chaffey
- Scritto da: Oliver Skene

### Trama
- Guest star: Anne Firth (Stella), Jack Watling (Sir Leon), John Baker (Quentin), Jane Asher (Susan), Paul Eddington (ufficiale pubblico)

## The Challenge of the Black Knight
- Prima televisiva: 30 dicembre 1957
- Diretto da: Anthony Squire
- Scritto da: Leon Griffiths

### Trama
- Guest star: Dervis Ward (Ned), Richard O'Sullivan (Will Dale), Terry Yorke (servo), Ronald Ibbs (tenente), Paul Eddington (Tom)

## The Rivals
- Prima televisiva: 6 gennaio 1958
- Diretto da: Robert Day
- Scritto da: Leslie Poynton

### Trama
- Guest star: Paul Eddington (Seneschal), Basil Dignam (Rich merchant), Colin Broadley (Willie Steele), Michael Ashwin (Edward)

## The Profiteer
- Prima televisiva: 13 gennaio 1958
- Diretto da: Terry Bishop
- Scritto da: Samuel B. West

### Trama
- Guest star: Catherine Finn (Martha), Barbara Archer (Margaret), Leonard Sharp (Village elder), John Longden (Hodges), Paul Eddington (Rypon), Gordon Jackson (Andrew)

## Knight Errant
- Prima televisiva: 20 gennaio 1958
- Diretto da: Anthony Squire
- Scritto da: Michael Connor

### Trama
- Guest star: Paul Eddington (capitano)

## The Healing Hand
- Prima televisiva: 27 gennaio 1958
- Diretto da: Bernard Knowles
- Scritto da: Leon Griffiths

### Trama
- Guest star: Desmond Jordan (1st soldier), Bryan Coleman (barone Barclay), James Ellis (Thin man), Paul Eddington (capitano), Robert Hunter (abitante del villaggio)

## One Man's Meat
- Prima televisiva: 3 febbraio 1958
- Diretto da: Don Chaffey
- Scritto da: George Fass, Gertrude Fass

### Trama
- Guest star: Anne Reid (Betsey), Gary Raymond (Henry), Kevin Stoney (Thaddeus Goldfinch), Paul Eddington (Patrick)

## Too Many Robins
- Prima televisiva: 10 febbraio 1958
- Diretto da: Robert Day
- Scritto da: John Dyson

### Trama
- Guest star: Jack Lambert (Bart), Edward Judd (tenente), Derek Waring (Tom)

## The Crusaders
- Prima televisiva: 17 febbraio 1958
- Diretto da: Gerry Bryant
- Scritto da: Samuel B. West

### Trama
- Guest star: Julian Summers (Sir Paul), Roy Purcell (tenente), Manning Wilson (Sir Charles), Paul Eddington (Sir Hugh)

## Castle in the Air
- Prima televisiva: 24 febbraio 1958
- Diretto da: Peter Maxwell
- Scritto da: Oliver Skene

### Trama
- Guest star: Patricia Burke (Lady Leonie)

## The Double
- Prima televisiva: 3 marzo 1958
- Diretto da: Gerry Bryant
- Scritto da: Basil Dawson

### Trama
- Guest star: Pamela Alan (Constance), Richard Thorp (Sir Humphrey), Richard O'Sullivan (Prince Arthur), John Gabriel (Bolbec), Max Faulkner (Lt Howard)

## Roman Gold
- Prima televisiva: 10 marzo 1958
- Diretto da: Peter Maxwell
- Scritto da: Basil Dawson

### Trama
- Guest star: David Davenport (Man-at-arms), Edmund Warwick (Landlord), Peter Welch (Lt Howard), Ballard Berkeley (Tybalt)

## The Ghost That Failed
- Prima televisiva: 17 marzo 1958
- Diretto da: Peter Maxwell
- Scritto da: Leon Griffiths

### Trama
- Guest star: Barbara Lott (Jenny)

## At the Sign of the Blue Boar
- Prima televisiva: 24 marzo 1958
- Diretto da: Ernest Borneman
- Scritto da: Sidney Wells

### Trama
- Guest star: Harold Goodwin (Saunders), Martin Wyldeck (Ulrich), Anne Reid (Alison)

## Quickness of the Hand
- Prima televisiva: 31 marzo 1958
- Diretto da: Robert Day
- Scritto da: R. W. Bogany

### Trama
- Guest star: Richard Caldicot (Sir Ralph), Richard Pasco (Sir Laurence), John Dearth (Howard)

## The Elixir of Youth
- Prima televisiva: 7 aprile 1958
- Diretto da: Terry Bishop
- Scritto da: Samuel B. West

### Trama
- Guest star: Kenneth Cope (Alwyn), Patrick Troughton (Sir Boland), Anne Reid (Melissa), Alex Seton (Arnulf)

## The Genius
- Prima televisiva: 14 aprile 1958
- Diretto da: Peter Seabourne
- Scritto da: Oliver Skene

### Trama
- Guest star: Tommy Rose (Abelard), Arthur Skinner (1st sentry), Keith Anderson (2nd sentry), Paul Hansard (Augustine), Charles Lloyd Pack (Abbot), Geoffrey Bayldon (Count de Severne), Alex Scott (tenente)

## The Youthful Menace
- Prima televisiva: 21 aprile 1958
- Diretto da: Robert Day
- Scritto da: Howard Dimsdale

### Trama
- Guest star: Graham Stewart (guardia), John Gatrell (Peasant)

## The Minstrel
- Prima televisiva: 28 aprile 1958
- Diretto da: Peter Seabourne
- Scritto da: Leslie Poynton

### Trama
- Guest star: John Harvey (tenente), Graham Stewart (guardia di Prison), Jane Asher (Small girl), Francis Matthews (Roland), Roger Delgado (ambasciatore)

## The Doctor
- Prima televisiva: 5 maggio 1958
- Diretto da: Peter Seabourne
- Scritto da: Leslie Poynton

### Trama
- Guest star: John Harvey (Sir George Woodley), Noel Davis (sceriffo's doctor), Paul Eddington (Howard), Henri Vidon (Dr. Guido Benvolio)

## The Lottery
- Prima televisiva: 12 maggio 1958
- Diretto da: Peter Seabourne
- Scritto da: Peter Yeldham

### Trama
- Guest star: Ian Whittaker (Frisby), Edmund Warwick (Cook), John Harvey (tenente Howard)

## The Fire
- Prima televisiva: 19 maggio 1958
- Diretto da: Robert Day
- Scritto da: Philip Bolsover

### Trama
- Guest star: Jeremy White (3rd man-at-arms), Arthur Skinner (1st man-at-arms), Jack Taylor (2nd man-at-arms), Paul Eddington (tenente)

## Lincoln Green
- Prima televisiva: 26 maggio 1958
- Diretto da: Terry Bishop
- Scritto da: Neil R. Collins

### Trama
- Guest star: Hal Osmond (Spinner), Arthur Lawrence (Dyer), Leonard Sharp (Weaver), Geoffrey Chater (Master David of Lincoln), Max Faulkner (impiegato)

## Woman's War
- Prima televisiva: 2 giugno 1958
- Diretto da: Peter Seabourne
- Scritto da: Philip Bolsover

### Trama
- Guest star: Neil Hallett (Michael), Graham Stewart (2nd guard), Tony Thawnton (1st guard)

## Little Mother
- Prima televisiva: 9 giugno 1958
- Diretto da: Terry Bishop
- Scritto da: Philip Bolsover

### Trama
- Guest star: Anthony Green (Young boy), Arthur Skinner (2nd man-at-arms), Desmond Llewelyn (Two Fingers"), Lawrence James (1st man-at-arms), Charles Houston (Duke)

## Marian's Prize
- Prima televisiva: 16 giugno 1958
- Diretto da: Peter Seabourne
- Scritto da: Louis Marks

### Trama
- Guest star: Brian Alexis (Will Scarlet), Arthur Lawrence (Herald), Graham Stewart (Stephen), Jack Melford (Lord Northeave), Paul Eddington (Walter)

## Farewell to Tuck
- Prima televisiva: 30 giugno 1958
- Diretto da: Terry Bishop
- Scritto da: Howard Dimsdale

### Trama
- Guest star: Harold Goodwin (Jack), Paul Eddington (tenente), Anne Reid (Alison), Edmund Warwick (Michael), Catherine Finn (Catherine)